# Zupç
Zupç (serbiska: Zupče, Зупче, albanska: Zupçë) är en ort i Kosovo. Den ligger i den norra delen av landet, 40 km nordväst om huvudstaden Priština. Zupç ligger 582 meter över havet och antalet invånare är 410.
Terrängen runt Zupç är huvudsakligen kuperad. Zupç ligger nere i en dal. Runt Zupç är det ganska tätbefolkat, med 222 invånare per kvadratkilometer. Närmaste större samhälle är Mitrovicë, 8,2 km öster om Zupç. Omgivningarna runt Zupç är en mosaik av jordbruksmark och naturlig växtlighet.